# Midpoint
Midpoint è il terzo album in studio da solista del cantante inglese Tom Chaplin, pubblicato nel 2022.

## Tracce
Testi e musiche di Tom Chaplin e Tobie Tripp, eccetto dove indicato.
1. All Fall Down (Tom Chaplin, Tobie Tripp, Ethan Johns, Neil Cowley) – 4:36
2. Rise and Fall – 4:34
3. Black Hole – 3:38
4. Stars Align – 4:53
5. Colourful Light (Chaplin, Tripp, Johns, Cowley) – 4:24
6. Gonna Run – 3:46
7. It's Over (Chaplin) – 3:18
8. Midpoint – 4:53
9. Panoramic Eyes – 4:08
10. Gravitational (Chaplin, Matt Hales) – 6:03
11. New Flowers – 3:25
12. Cameo – 3:27
13. Overshoot (Chaplin, Hales) – 4:02

- Tracce Bonus

1. Gravitational (edit) – 3:31
2. Overshoot (edit) – 3:07

## Classifiche
| Classifica (2022) | Posizione raggiunta |
| ----------------- | ------------------- |
| Regno Unito       | 19                  |